# João Barone
João Alberto Barone Reis e Silva (Río de Janeiro, 5 de agosto de 1962) es un músico de rock brasileño, más conocido por ser el baterista de la banda de rock brasileña Os Paralamas do Sucesso.

## Biografía
João Barone nació el 5 de agosto de 1962. Su hermano tenía una banda, y un día él les pidió tocar la batería. João tocó de oído la canción «Ticket to Ride», de los Beatles. Y decidió ser baterista después de ver a Stewart Copeland de The Police, en 1978.
João estudiaba en la Universidad Federal Rural de Río de Janeiro, y un día los Paralamas fueron a tocar allí. El baterista Vital Días faltó ese día, por lo que él fue presentado ante Herbert Vianna y Bi Ribeiro, los cuales le dieron el puesto ese día. De esta forma Barone se unió al grupo, alternando con Vital, hasta que en 1982 Vital decidió irse. Vital fue homenajeado con la canción «Vital e sua Moto», primer hit de los Paralamas.
Barone ayudó a componer varios temas, y compuso el éxito «Melô do Marinheiro», del disco Selvagem? (1986). Tiene dos hijas, Laura y Clara, y un hijo, Vicente.
Además de tocar con los Paralamas, Barone ha tocado con otros artistas brasileños, como Rita Lee, Arnaldo Antunes, Paulo Ricardo, la banda Kid Abelha, Lenine, Titãs y Jorge Ben, entre otros.